# 니시노미야역 (서일본 여객철도)
니시노미야역(일본어: 西宮駅, にしのみやえき)은 효고현 니시노미야시에 있는 서일본 여객철도(JR 서일본) 도카이도 본선(JR 고베 선)의 역이다. 역 번호는 JR-A52.

## 개요
개업 시부터 역명이 「西ノ宮」(한국어: 니시노미야)였으나, 니시노미야시의 지속적인 요청에 따라 인근의 사쿠라슈쿠가와역이 개업하는 2007년 3월 18일에 맞춰 「ノ」를 삭제한 「西宮」(한국어: 니시노미야, 발음은 같음)로 바꾸었다. JR 서일본이 신규 역 개업에 맞춰 인접 역의 명칭을 개업한 다른 예로는 2004년 와카야마 선의 JR 고이도 역이 개업했을 때 인근 시모다 역을 가시바역으로 바꾼 것이 있다.

## 역 구조
2면 4선의 섬식 승강장을 가진 고가역이다. 개찰구는 지상에서 한 층 아래에 있다.
어번 네트워크 구역에 속해있어 ICOCA 및 PiTaPa(스룻토 간사이 협의회)의 이용이 가능하다.

### 승강장
| 승강장 | 노선                       | 정차 종류     | 목적지                               | 비고                    |
| ------ | -------------------------- | ------------- | ------------------------------------ | ----------------------- |
| 1      | ■ JR 고베 선 (하행 외측선) | ■ 쾌속        | 산노미야·니시아카시·히메지 방면      | (평일 아침과 저녁 일부) |
| 2      | ■ JR 고베 선 (하행 내측선) | ■ 보통·■ 쾌속 | 산노미야·니시아카시·히메지 방면      |                         |
| 3      | ■ JR 고베 선 (상행 내측선) | ■ 보통·■ 쾌속 | 아마가사키·오사카·기타신치·교토 방면 |                         |
| 4      | ■ JR 고베 선 (상행 외측선) | ■ 쾌속        | 아마가사키·오사카·기타신치·교토 방면 | (아침의 일부)           |

- 정차하지 않는 특급·신쾌속·화물 열차는 1·4번 승강장을 통과한다. 후술의 열차를 제외한 정차 열차는 2·3번 승강장에 들어가며, 1·4번 승강장은 정차 열차가 없는 시간대에는 열차 통과용 안전 로프로 폐쇄하고 있다.
- 1번 승강장에 정차하는 고베 방면 열차는 평일 오전 8시 대와 오후 5시 대에 운행되는 일부 쾌속(후자는 열차선을 주행하기 때문에 스마·다루미·마이코을 통과한다)이다. 덧붙여, 토요일과 공휴일에 1번 승강장에 정차하는 열차는 없다.
- 4번 승강장에 정차하는 오사카 방면 열차는 평일 아침 러시아 워 시간대의 모든 열차와 토요일과 공휴일 오전 8시 대의 일부 쾌속.
- 또, 1번 승강장의 남측과 4번 승강장의 북측에 대피선이 있어, 화물 열차 등이 정차하는 경우가 있다.

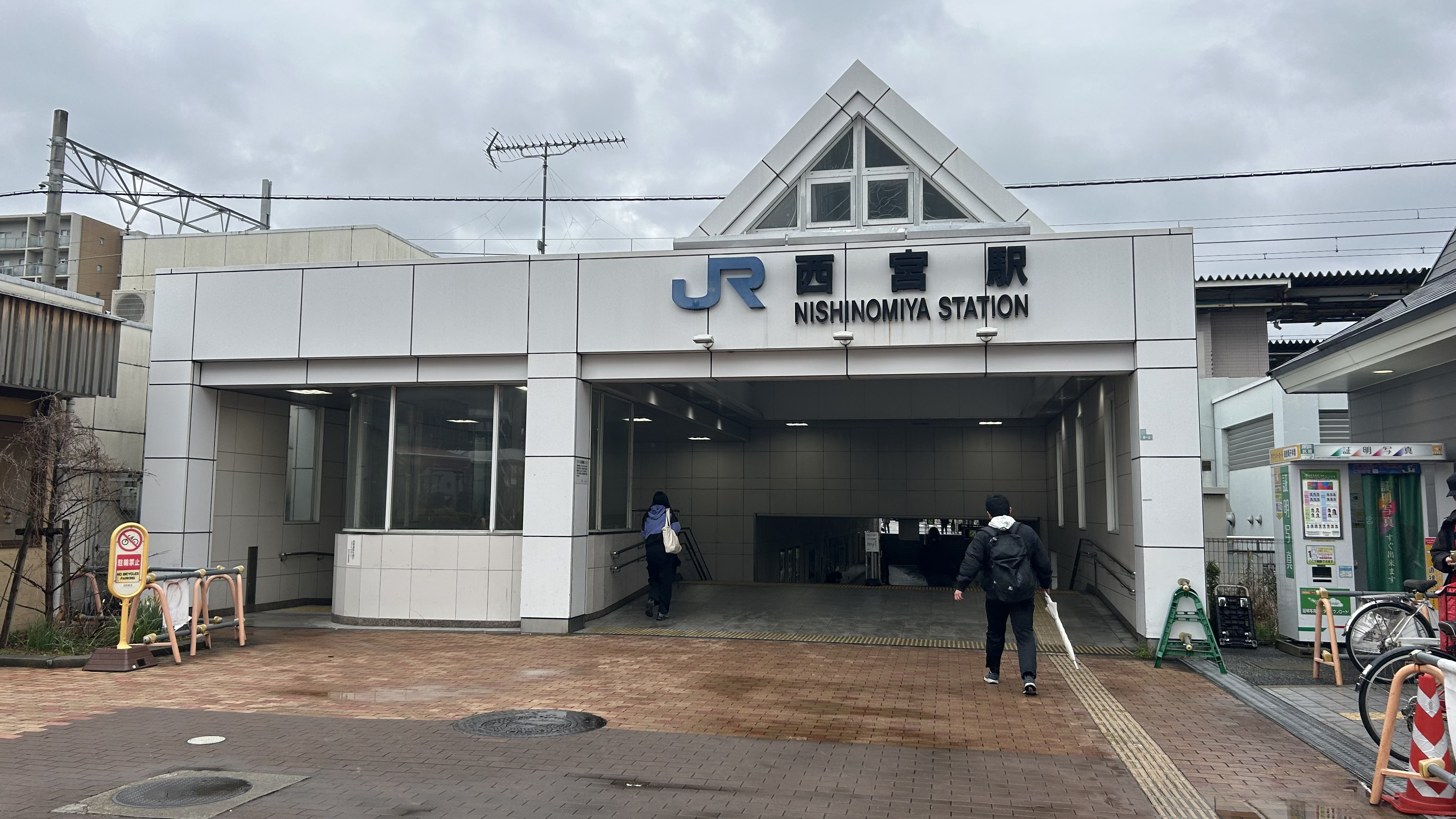
남쪽 출입구
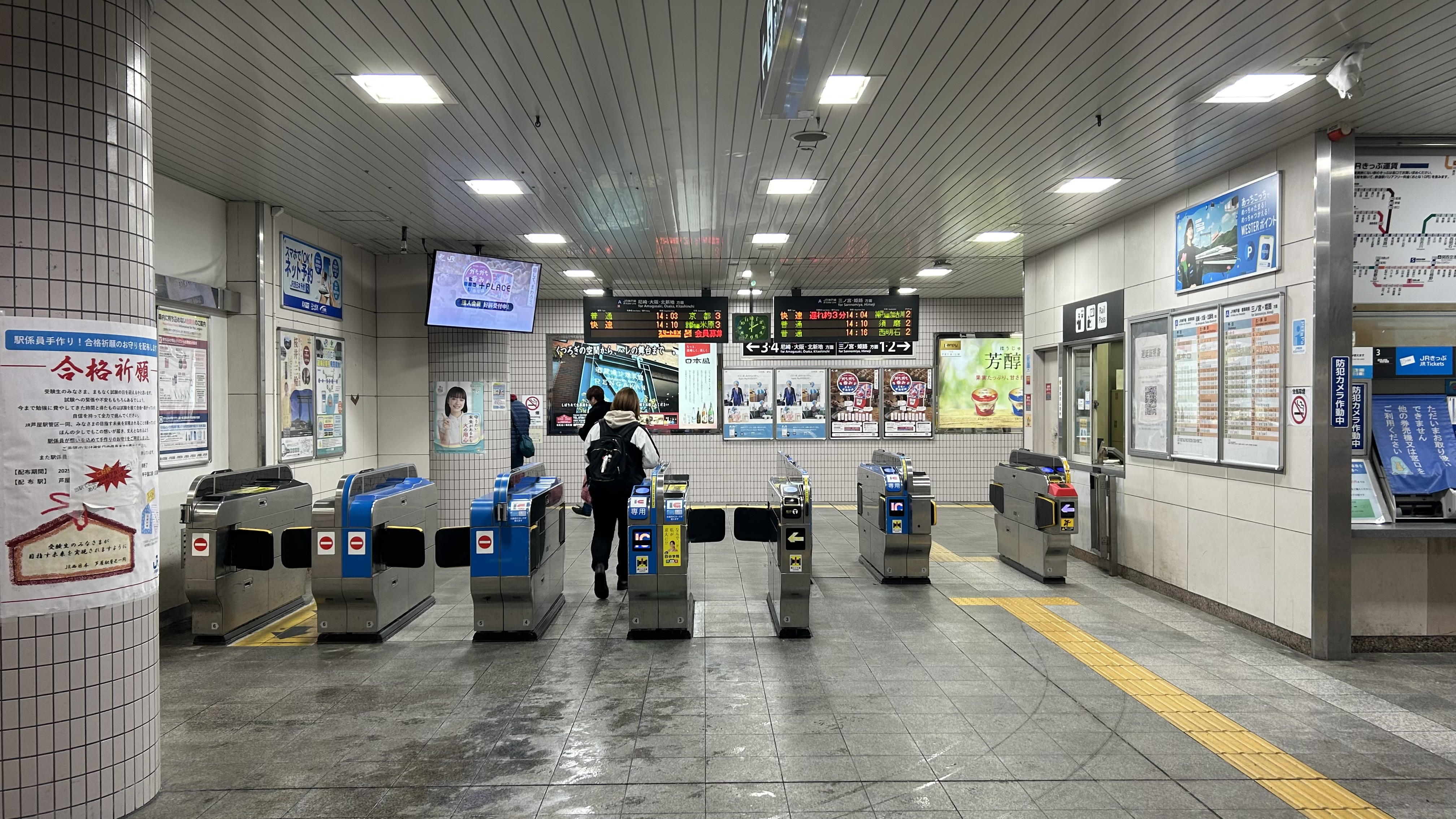
개찰구
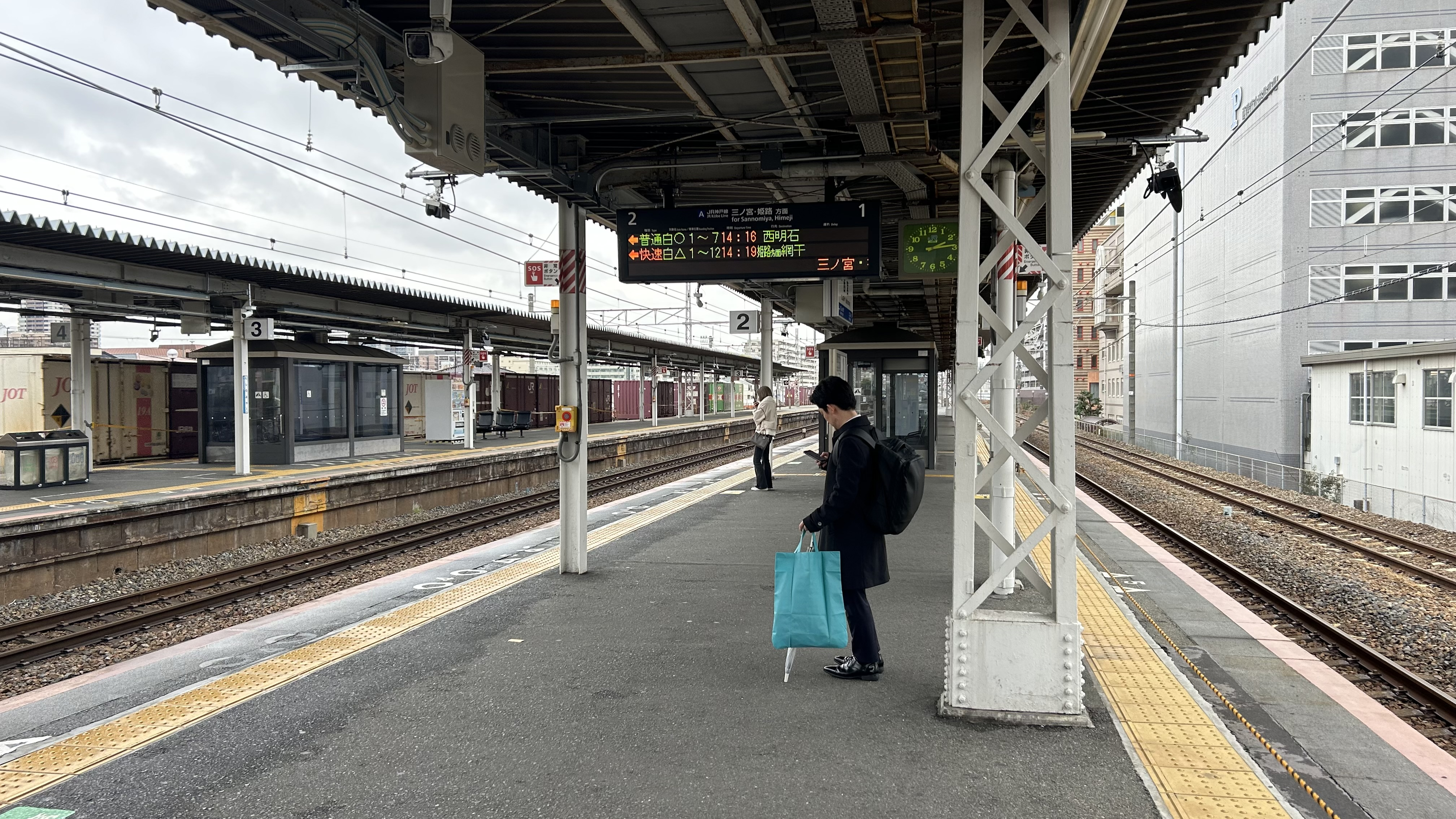
1・2번선 승강장
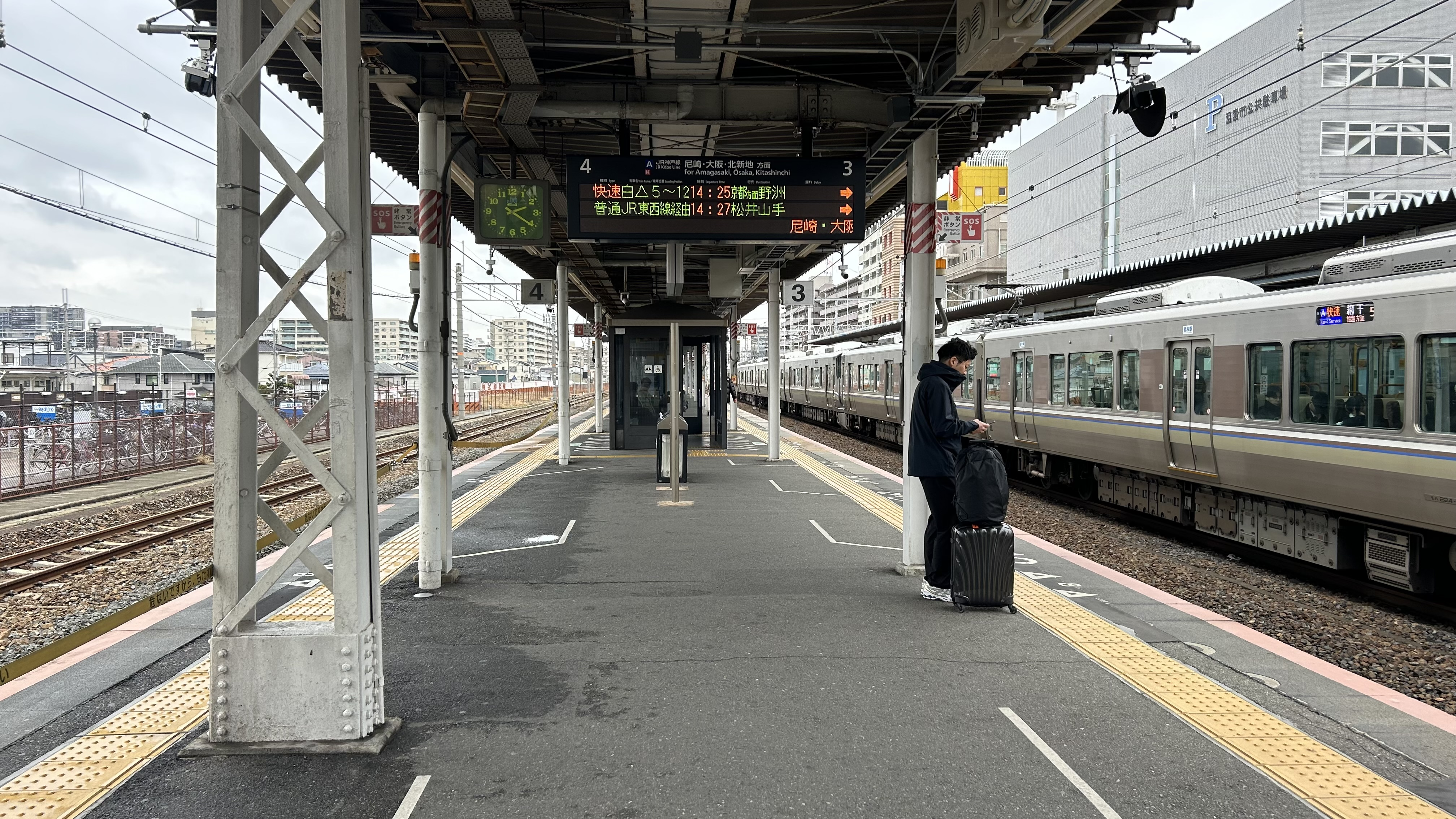
3・4번선 승강장

## 역세권 정보

### 북쪽 출구 주변
- 훼미리 마트 (JR 니시노미야 역 기타구치점)
- 니시노미야 경찰서

### 남쪽 출구 주변
- 훼미리 마트 (JR 니시노미야 역 미나미구치점)
- 니시노미야 역전 우편국
- 니시노미야 소방서
- 국도 2호선

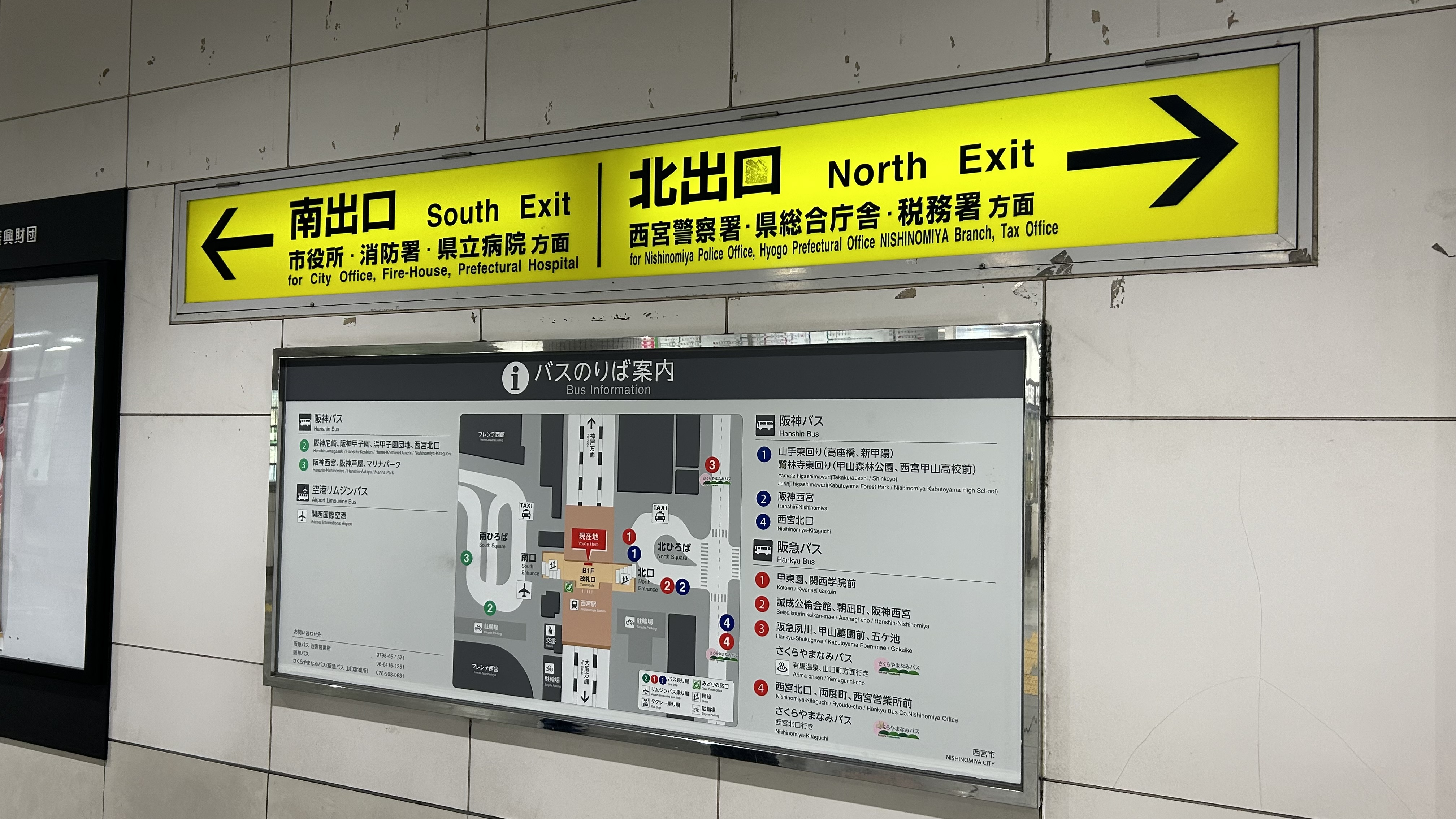
출구 안내

## 버스 노선

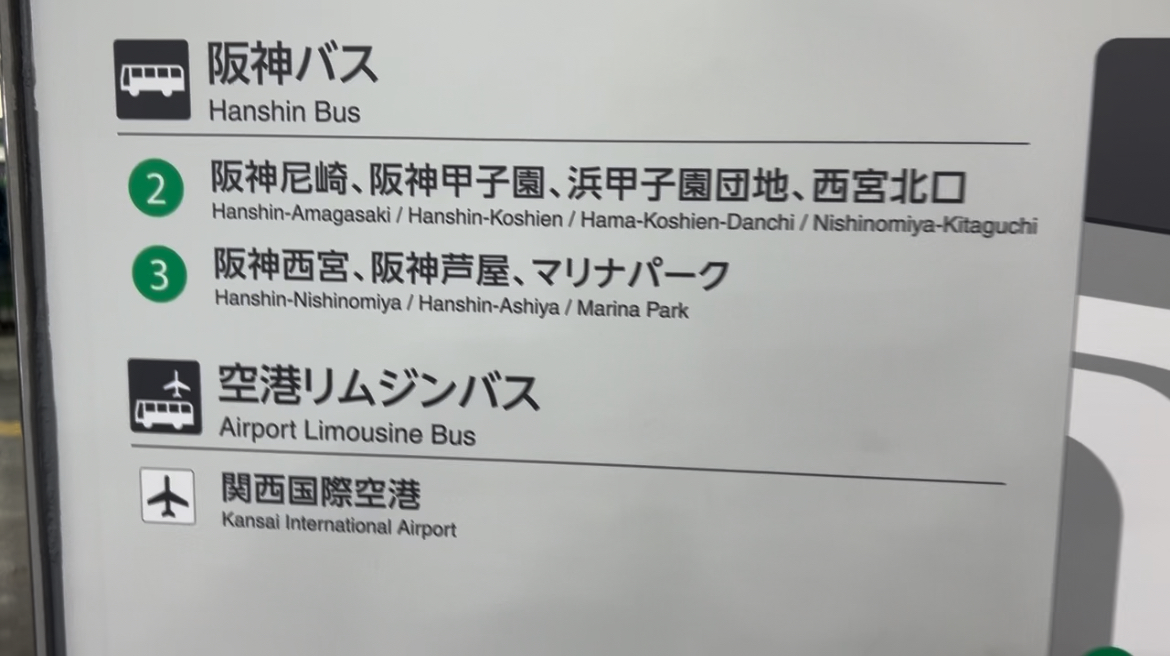
남구 버스 정류장 안내

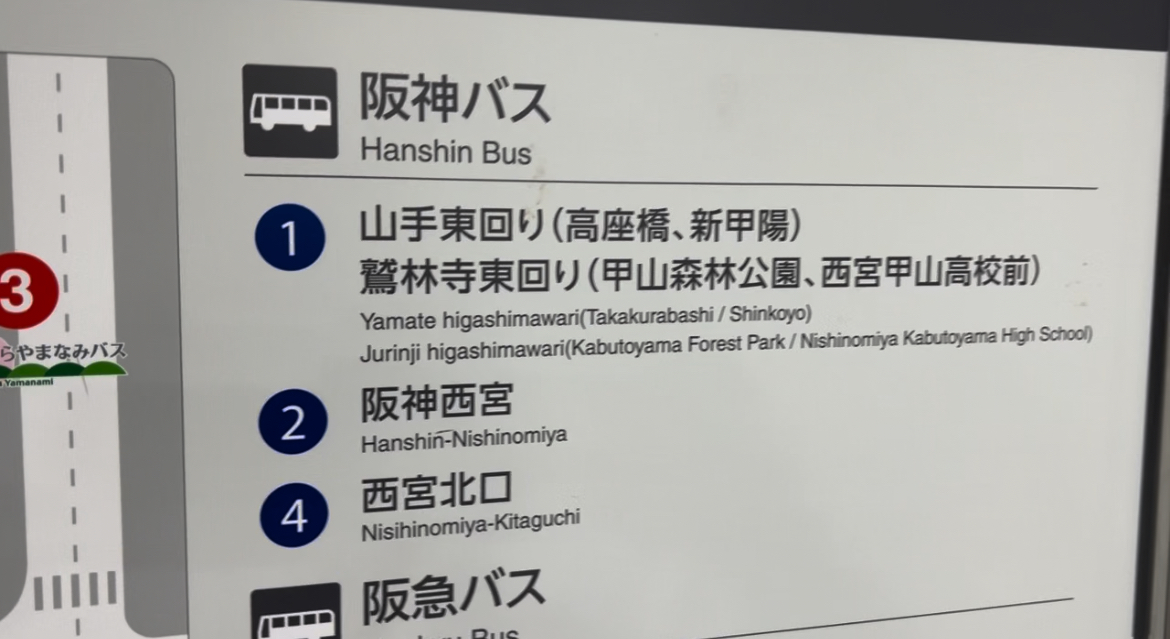
북구 버스 정류장 안내

북구에는 한신버스, 남구에는 한신버스와 공항버스 승강장이 있다.
정류장 이름은 북구가 'JR 니시노미야', 남구가 'JR 니시노미야역 남구'이다.

### 일반노선
| 승강장 | 승강장 | 노선                    | 목적지                         | 비고                 |
| ------ | ------ | ----------------------- | ------------------------------ | -------------------- |
| 북     | 1      | 니시노미야 야마테선     | 동쪽 방향                      |                      |
| 북     | 1      | 주린지선                | 동쪽 방향                      |                      |
| 북     | 2      | 니시노미야 야마테선     | 한신 니시노미야                |                      |
| 북     | 2      | 주린지선                | 한신 니시노미야                |                      |
| 북     | 2      | 니시노미야키타구치선    | 한신 니시노미야                | 토, 일, 공휴일 1개만 |
| 북     | 4      | 니시노미야키타구치선    | 니시노미야키타구치             | 토, 일, 공휴일 1개만 |
| 남     | 2      | 니시노미야단지선        | 하마코시엔 단지                |                      |
| 남     | 2      | 아마가사키 니시노미야선 | 한신 아마가사키                |                      |
| 남     | 2      | 니시노미야 고시엔선     | 한신 고시엔                    | 토, 일, 공휴일 1개만 |
| 남     | 2      | 니시노미야하마테선      | 니시노미야키타구치             |                      |
| 남     | 3      | 니시노미야하마테선      | 마리나파크/니시노미야하마 중앙 |                      |
| 남     | 3      | 니시노미야단지선        | 한신 니시노미야                |                      |
| 남     | 3      | 아마가사키 니시노미야선 | 한신 니시노미야                |                      |
| 남     | 3      | 니시노미야 고시엔선     | 한신 니시노미야                |                      |

### 공항버스
한신버스-간사이공항교통의 공동운행으로 간사이국제공항행 공항버스가 발착한다.
승강장 번호 표시는 없지만 한신버스 1번 승강장과 공용이다. 정류장 이름은 'JR 니시노미야'이다.

## 역사

### 연표
- 1874년 5월 11일 - 오사카 ~ 고베 간의 철도 개통과 동시에 니시노미야역으로 개업. 여객·화물 취급 개시
- 1944년 11월 15일 - 한신 전철 무코가와 선의 니시노미야 ~ 스자키 간의 화물선이 개업.
- 1958년 - 한신 부코가와 선의 니시노미야 ~ 스자키 간 화물선 휴지 (1970년 폐지)
- 1986년 11월 1일 - 화물 취급 중지.
  - 역 동측에 있는 아사히 맥주 니시노미야 공장이나 아사히 맥주 공장보다 더 동쪽에 있는 스미토모 시멘트의 서비스 스테이션에의 전용선이 있어 화물 수송을 하고 있었다.
- 1987년 4월 1일 - 일본국유철도 분할 민영화로 인해 서일본 여객철도의 역이 됨.
- 2003년 12월 1일 - 쾌속이 종일 정차하게 됨. 당시까지는 러시아 워 시간대의 일부만 정차했다.
- 2007년 3월 18일 - 니시노미야시의 요청으로 사쿠라슈쿠가와역의 개업과 함께 西宮(한국어: 니시노미야)로 개칭

## 인접역
| 서일본 여객철도 도카이도 본선 | 서일본 여객철도 도카이도 본선 | 서일본 여객철도 도카이도 본선  |
| ----------------------------- | ----------------------------- | ------------------------------ |
| 아마가사키 마이바라 방면      | ■ JR 고베 선 쾌속             | 아시야 히메지 방면             |
| 고시엔구치 교토 방면          | ■ JR 고베 선 보통             | 사쿠라슈쿠가와 니시아카시 방면 |